# 布萊頓海灘車站 (BMT布萊頓線)
布萊頓海灘車站（英語：Brighton Beach station）是紐約地鐵BMT布萊頓線的總站，位於布魯克林康尼島布萊頓海灘布萊頓海灘大道及布萊頓六街交界，設有Q線（任何時候停站）列車服務，也是B線（僅平日停站）列車的總站。

## 車站結構
| P 月台層 | 南行                  | 往康尼島-斯提威爾大道（海洋公園道）                       |
| P 月台層 | 島式月台，左/右側開門 |                                                           |
| P 月台層 | 南行快速              | 尖峰時段往貝德福德公園林蔭路、日中及黃昏往145街（羊頭灣） |
| P 月台層 | 北行快速              | 尖峰時段往貝德福德公園林蔭路、日中及黃昏往145街（羊頭灣） |
| P 月台層 | 島式月台，左/右側開門 |                                                           |
| P 月台層 | 北行                  | 往96街（羊頭灣）                                          |
| M        | 夾層                  | 往出入口、車站詢問處、MetroCard自動售票機                 |
| G        | 街道層                | 出入口                                                    |

布萊頓海灘車站設有兩個島式月台和四條軌道。僅平日停站B線列車（布萊頓-第六大道快車）在此站以內側快車軌道為總站，而任何時候停站的Q線列車（布萊頓慢車-百老匯快車）在此站停靠外側慢車軌道，繼續前往康尼島-斯提威爾大道。快車軌道上方有兩個高架結構，用作辦公室和維修空間。
此站與海洋公園道，路線成為六條軌道。慢車與快車軌道在兩方向之間插入額外的儲車軌道。這些軌道多數用於日間B線使用，或者當服務開始或結束時，各自在海洋公園道車站月台旁邊的止衝擋結束。

## 圖片

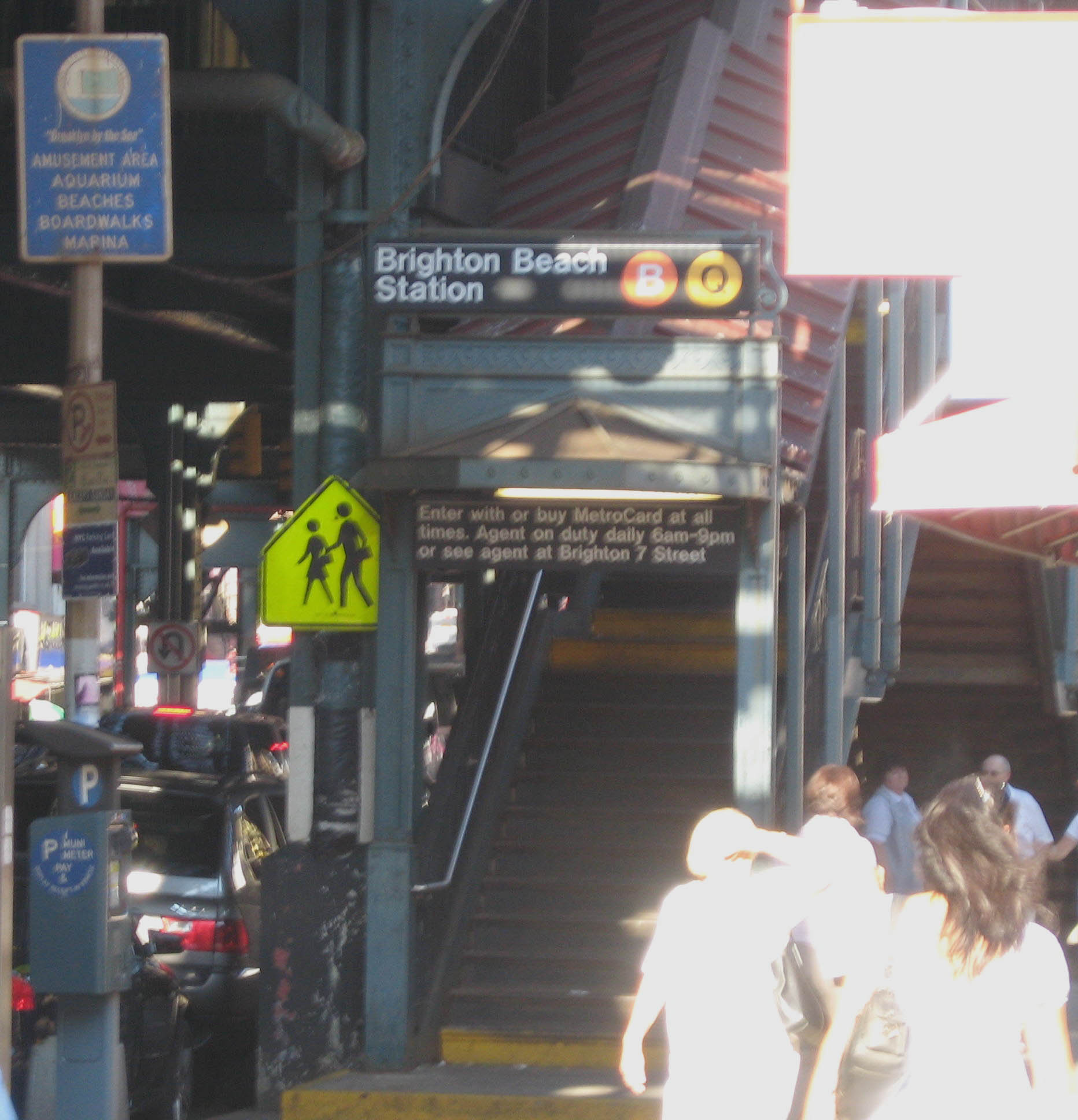
街梯
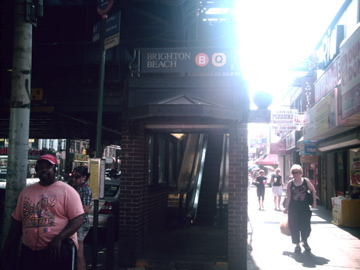
往夾層扶手電梯
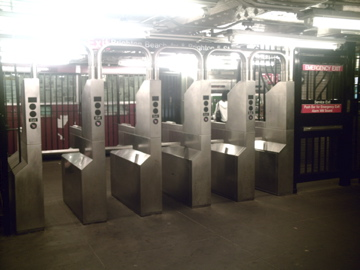
部分時間夾層的轉棍閘機
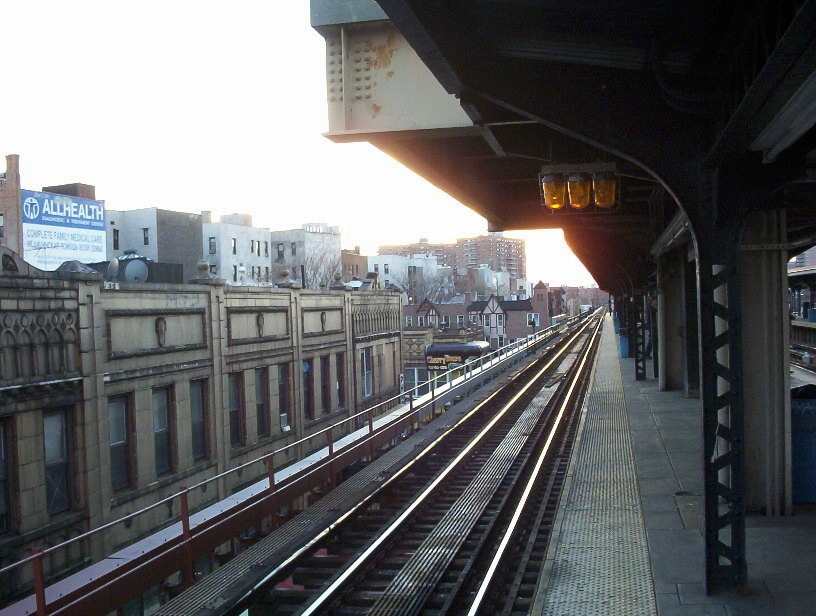
北行慢車軌道向下望

## 外部連結
- nycsubway.org—BMT Brighton Line: Brighton Beach
- Station Reporter — B Train
- Station Reporter — Q Train
- MTA's Arts For Transit — Brighton Beach (BMT Brighton Line)
- The Subway Nut — Brighton Beach Pictures （页面存档备份，存于）
- Brighton Seventh Street — Coney Island Avenue entrance from Google Maps Street View （页面存档备份，存于）
- Brighton Fifth Street — Brighton Sixth Street entrance from Google Maps Street View （页面存档备份，存于）
- Platforms from Google Maps Street View